# Aktionsnetzwerk Leipzig nimmt Platz
Das Aktionsnetzwerk „Leipzig nimmt Platz“ ist eine 2009 gegründete Organisation, die seitdem als Plattform für zivilgesellschaftliche und antifaschistische Netzwerke in Leipzig und Umgebung agiert. Es setzt sich aus einer Vielzahl von Einzelpersonen, Parteien und Organisationen zusammen, die gemeinsam für eine solidarische und inklusive Gesellschaft eintreten.

## Geschichte und Themenschwerpunkte
Im Jahr 2009 wurde das Aktionsnetzwerk „Leipzig nimmt Platz“ gegründet, um einen Aufmarsch der rechtsextremen Gruppierung Nationale Sozialisten in Leipzig durch Aktionen des zivilen Ungehorsams zu unterbinden. Die Mobilisierung führte dazu, dass sich mehrere Tausend Menschen dem Aufruf des Aktionsnetzwerkes anschlossen und somit der geplante Aufmarsch verhindert werden konnte. Seitdem befasst sich das Bündnis im Leipziger Raum laut eigener Aussage mit Debatten und verschiedenen Veranstaltungen, wie Vorträgen über Neonazismus, Ideologien der Ungleichwertigkeit und zivilen Ungehorsam. Ziel ist es, zahlreiche bisher nicht organisierte Menschen, Organisationen und Netzwerke für basisdemokratische Methoden, dem Protest gegen rechtsextreme Strukturen und für die gesellschaftlich verankerten Rassismus, Antisemitismus, Homophobie und Sozialdarwinismus zu sensibilisieren.

## Auszeichnungen
- 2016: Gustav-Heinemann-Bürgerpreis[4]